# Kalîteakî, Iavoriv
Kalîteakî (în ucraineană Калитяки) este un sat în comuna Verbleanî din raionul Iavoriv, regiunea Liov, Ucraina.

## Demografie
Componența lingvistică a localității Kalîteakî
     Ucraineană (100%)
Conform recensământului din 2001, toată populația localității Kalîteakî era vorbitoare de ucraineană (100%).